# قرار مجلس الأمن التابع للأمم المتحدة رقم 692
قرار مجلس الأمن التابع للأمم المتحدة رقم 692، الذي اعتمد في 20 مايو 1991، بعد الإشارة إلى القرارات 674 (1990)، 686 (1991) و‌687 (1991)، بالإضافة إلى الإحاطة علمًا بتقرير الأمين العام، قرر مجلس الأمن إنشاء لجنة الأمم المتحدة للتعويضات لمعالجة مطالبات التعويض الناجمة عن غزو العراق للكويت، الذي أدى فيما بعد إلى حرب الخليج.
وقرر المجلس أيضًا أن يكون مقر مجلس إدارة اللجنة في جنيف، وأن يعمل على تنفيذ الأجزاء ذات الصلة من القرار 687 (1991)، وطلب إلى الدول الأعضاء التعاون معها. كما طلب من مجلس الإدارة أن يقدم في أقرب وقت ممكن تقريرًا عن آليات لتحديد مساهمة العراق في اللجنة، مشيرًا إلى أن إذا رفض العراق التعاون مع مجلس الإدارة، فإن مجلس الأمن قد يعيد النظر في حظر استيراد النفط الذي منشؤه العراق.
واعتمد القرار 692 بأغلبية 14 صوتًا مقابل لا شيء، مع امتناع عضو واحد عن التصويت من كوبا.

## وصلات خارجية
- نص القرار على UN.org (PDF)